# Elena Shaftan
Elena Shaftan (* 1971 in Riga, Lettische SSR, heute Lettland) ist eine Investmentbankerin.

## Leben
Da ihr Vater als Wissenschaftler bei der Russischen Raumfahrtbehörde (Institute of Space Research) beschäftigt war, verbrachte sie den Beginn der 1990er Jahre in Jakutsk. Weil auch sie im technischen Bereich arbeiten wollte, studierte sie zunächst an der Technischen Universität Riga das Fach Funktechnik.
Schließlich ging sie nach London, wo sie 1995 bei AIB Govett Asset Management ihre erste Anstellung fand und mit der Verwaltung des Osteuropa-Fonds betraut wurde. Im September 2002 wechselte sie zu Jupiter Asset Management (eine Commerzbank-Tochter) und verwaltet dort den Jupiter Emerging European Opportunities, der den Schwerpunkt Osteuropa und Russland (ca. 50 % Anteil) hat. Der Fonds hatte am 30. Juli 2008 einen Wert von $1,2785 Milliarden und umfasst 30 bis 35 Unternehmen. Neben diesem Fonds betreut sie noch vier weitere.